# Ulrica Federica Guglielmina d'Assia-Kassel
Ulrica Federica Guglielmina d'Assia-Kassel (tedesco: Prinzessin Ulrike Friederike Wilhelmine von Hessen-Kassel; Kassel, 31 ottobre 1722 – Eutin, 28 febbraio 1787) era la secondogenita del principe Massimiliano d'Assia-Kassel (1689-1753), figlio del langravio Carlo I d'Assia-Kassel, e di sua moglie, la principessa Federica Carlotta d'Assia-Darmstadt (1698-1777), figlia del langravio Ernesto Luigi d'Assia-Darmstadt.

## Biografia
Ulrica Federica Guglielma d'Assia-Kassel nacque a Kassel il 31 ottobre 1722. Trascorse la sua infanzia tra la residenza paterna di Jesberg e la corte di Darmstadt. Il matrimonio tra i suoi genitori, che aveva avuto lo scopo di sancire la rinnovata armonia tra l'Assia-Kassel e l'Assia-Darmstadt, non aveva impedito che la madre, che inoltre manteneva un tenore di vita molto costoso, continuasse a preferire la residenza della famiglia d'origine.
Il 21 novembre del 1752 sposò a Kassel Federico Augusto di Holstein-Oldenburgo, all'epoca principe-vescovo di Lubecca e, dal 1774, duca di Oldenburgo. La coppia ebbe tre figli, di cui solo due arrivati all'età adulta:
- Pietro Federico Guglielmo (3 gennaio 1754 - 2 luglio 1823), duca di Oldenburgo[1][2]
- Luisa Carolina (2 ottobre 1756 - 31 luglio 1759)[1][2]
- Edvige Elisabetta Carlotta (22 marzo 1759 - 20 giugno 1818)[1][2], sposò nel 1774 il futuro Carlo XIII di Svezia, e divenne nel 1809 Regina di Svezia.

Pur essendo divenuta Duchessa Consorte di Oldenburgo, Ulrica Federica Guglielmina non visse mai nei domini del marito, continuando a risiedere insieme a lui nella città di Eutin, dove Federico Guglielmo le fece edificare una Residenza Vedovile, tutt'oggi visibile nella Piazza del Mercato di Eutin.
Dei suoi figli, Guglielmo succedette al padre ma, essendo malato di mente, non contrasse mai alcun matrimonio (nonostante fossero stati avviati negoziati per ottenere la mano della Principessa Carlotta d'Assia-Darmstadt) e visse sotto la tutela del cugino Pietro, che succedette alla sua morte nel 1823. Sua figlia Carlotta divenne invece Regina di Svezia, ma non riuscì a dare al marito alcun figlio. Di conseguenza, non esistono oggi discendenti diretti di Ulrica Federica Guglielmina e del consorte.

## Ascendenza
|                                                        |                                       |                                                | Genitori                                             |  |  | Nonni |  |  | Bisnonni                               |  |  | Trisnonni                             |  |
|                                                        |                                       |                                                |                                                      |  |  |       |  |  | Guglielmo VI, Langravio d'Assia-Kassel |  |  | Guglielmo V, Langravio d'Assia-Kassel |  |
|                                                        |                                       |                                                |                                                      |  |  |       |  |  | Guglielmo VI, Langravio d'Assia-Kassel |  |  | Guglielmo V, Langravio d'Assia-Kassel |  |
|                                                        |                                       | Contessa Amalia Elisabetta di Hanau-Münzenberg |                                                      |  |  |       |  |  | Guglielmo VI, Langravio d'Assia-Kassel |  |  |                                       |  |
| Carlo I, Langravio d'Assia-Kassel                      |                                       |                                                |                                                      |  |  |       |  |  | Guglielmo VI, Langravio d'Assia-Kassel |  |  |                                       |  |
|                                                        |                                       | Margravia Edvige Sofia di Brandeburgo          | Giorgio Guglielmo, Elettore di Brandeburgo           |  |  |       |  |  |                                        |  |  |                                       |  |
|                                                        |                                       | Margravia Edvige Sofia di Brandeburgo          | Giorgio Guglielmo, Elettore di Brandeburgo           |  |  |       |  |  |                                        |  |  |                                       |  |
|                                                        |                                       | Margravia Edvige Sofia di Brandeburgo          | Contessa Palatina Elisabetta Carlotta di Simmern     |  |  |       |  |  |                                        |  |  |                                       |  |
| Langravio Massimiliano d'Assia-Kassel                  |                                       | Margravia Edvige Sofia di Brandeburgo          |                                                      |  |  |       |  |  |                                        |  |  |                                       |  |
|                                                        |                                       | Giacomo Kettler                                | Guglielmo Kettler                                    |  |  |       |  |  |                                        |  |  |                                       |  |
|                                                        |                                       | Giacomo Kettler                                | Guglielmo Kettler                                    |  |  |       |  |  |                                        |  |  |                                       |  |
|                                                        |                                       | Giacomo Kettler                                | Duchessa Sofia di Prussia                            |  |  |       |  |  |                                        |  |  |                                       |  |
| Amalia di Curlandia                                    |                                       | Giacomo Kettler                                |                                                      |  |  |       |  |  |                                        |  |  |                                       |  |
|                                                        |                                       | Margravia Luisa Carlotta di Brandeburgo        | Giorgio Guglielmo, Elettore di Brandeburgo           |  |  |       |  |  |                                        |  |  |                                       |  |
|                                                        |                                       | Margravia Luisa Carlotta di Brandeburgo        | Giorgio Guglielmo, Elettore di Brandeburgo           |  |  |       |  |  |                                        |  |  |                                       |  |
|                                                        |                                       | Margravia Luisa Carlotta di Brandeburgo        | Contessa Palatina Elisabetta Carlotta del Reno       |  |  |       |  |  |                                        |  |  |                                       |  |
| Principessa Ulrica Federica Guglielmina d'Assia-Kassel |                                       | Margravia Luisa Carlotta di Brandeburgo        |                                                      |  |  |       |  |  |                                        |  |  |                                       |  |
|                                                        | Luigi VI, Langravio d'Assia-Darmstadt | Giorgio II, Langravio d'Assia-Darmstadt        |                                                      |  |  |       |  |  |                                        |  |  |                                       |  |
|                                                        | Luigi VI, Langravio d'Assia-Darmstadt | Giorgio II, Langravio d'Assia-Darmstadt        |                                                      |  |  |       |  |  |                                        |  |  |                                       |  |
|                                                        | Luigi VI, Langravio d'Assia-Darmstadt | Principessa Sofia Eleonora di Sassonia         |                                                      |  |  |       |  |  |                                        |  |  |                                       |  |
| Ernesto Luigi, Langravio d'Assia-Darmstadt             | Luigi VI, Langravio d'Assia-Darmstadt |                                                |                                                      |  |  |       |  |  |                                        |  |  |                                       |  |
|                                                        |                                       | Elisabetta Dorotea di Sassonia-Gotha-Altenburg | Ernesto I, Duca di Sassonia-Gotha                    |  |  |       |  |  |                                        |  |  |                                       |  |
|                                                        |                                       | Elisabetta Dorotea di Sassonia-Gotha-Altenburg | Ernesto I, Duca di Sassonia-Gotha                    |  |  |       |  |  |                                        |  |  |                                       |  |
|                                                        |                                       | Elisabetta Dorotea di Sassonia-Gotha-Altenburg | Principessa Elisabetta Sofia di Sassonia-Altenburg   |  |  |       |  |  |                                        |  |  |                                       |  |
| Langravia Federica Carlotta d'Assia-Darmstadt          |                                       | Elisabetta Dorotea di Sassonia-Gotha-Altenburg |                                                      |  |  |       |  |  |                                        |  |  |                                       |  |
|                                                        |                                       | Alberto II, Margravio di Brandeburgo-Ansbach   | Gioacchino Ernesto, Margravio di Brandeburgo-Ansbach |  |  |       |  |  |                                        |  |  |                                       |  |
|                                                        |                                       | Alberto II, Margravio di Brandeburgo-Ansbach   | Gioacchino Ernesto, Margravio di Brandeburgo-Ansbach |  |  |       |  |  |                                        |  |  |                                       |  |
|                                                        |                                       | Alberto II, Margravio di Brandeburgo-Ansbach   | Contessa Sofia di Solms-Laubach                      |  |  |       |  |  |                                        |  |  |                                       |  |
| Margravia Dorotea Carlotta di Brandeburgo-Ansbach      |                                       | Alberto II, Margravio di Brandeburgo-Ansbach   |                                                      |  |  |       |  |  |                                        |  |  |                                       |  |
|                                                        |                                       | Sofia Margherita di Oettingen-Oettingen        | Gioacchino Ernesto, Conte di Oettingen-Oettingen     |  |  |       |  |  |                                        |  |  |                                       |  |
|                                                        |                                       | Sofia Margherita di Oettingen-Oettingen        | Gioacchino Ernesto, Conte di Oettingen-Oettingen     |  |  |       |  |  |                                        |  |  |                                       |  |
|                                                        |                                       | Sofia Margherita di Oettingen-Oettingen        | Contessa Anna Sibilla di Solms-Sonnenwalde           |  |  |       |  |  |                                        |  |  |                                       |  |
|                                                        |                                       | Sofia Margherita di Oettingen-Oettingen        |                                                      |  |  |       |  |  |                                        |  |  |                                       |  |